# Myriocladus steyermarkii
Myriocladus steyermarkii är en gräsart som beskrevs av Jason Richard Swallen. Myriocladus steyermarkii ingår i släktet Myriocladus och familjen gräs. Inga underarter finns listade i Catalogue of Life.